# Публий Рубрий Варвар
Публий Рубрий Варвар (на латински: Publius Rubrius Barbarus) е политик на Римската империя.
Произлиза от плебейската фамилия Рубрии. През 13/12 пр.н.е. той е префект, управител на провинция Египет. Преди него префект е Гай Петроний (25/24 – 22/21 пр.н.е.). Следващият известен префект е Гай Тураний Грацил (7 – 4 пр.н.е.).